# Willy Alberti
Willy Alberti (ur. 14 października 1926 w Amsterdamie jako Carel Verbrugge; zm. 18 lutego 1985 tamże) – holenderski piosenkarz, prezenter oraz aktor telewizyjny i radiowy. Alberti śpiewał w językach holenderskim i włoskim.
Alberti urodził się jako trzecie z ośmiu dzieci Jacobusa Wilhelma Verbrugge i Sophia'e Jacoba van Musschera. Śpiewał z rodziną w bardzo młodym wieku.
Piosenkarz profesjonalnie zaczął śpiewać na początku lat 40. W 1944 ożenił się z Ria Kuiper, z którą ma córkę, Willeke Alberti, która również została piosenkarką. W latach 60. wygrał dwa razy nagrodę Edisona.

## Single
Pre-Top 40
- 1946 - Ik zing dit lied voor jou alleen
- 1946 - Veel mooier dan het mooiste schilderij
- 1950 - Droomland z Ans Heidendaal
- 1955 - Ci-ciu-ci
- 1955 - Mijn sprookjesboek
- 1955 - Vivere
- 1958 - Nel blu dipinto di blu (Volare)
- 1958 - Come prima
- 1959 - Piove
- 1959 - Una marcia infa
- 1959 - Marina (U.S. #42)[1]
- 1960 - Romantica
- 1962 - Quando quando quando
- 1963 - Sei rimasta sola' z Willeke Alberti
- 1964 - Sabato sera z Willeke Alberti

Top 40
- 1967 - Dat afgezaagde zinnetje z Willeke Alberti
- 1968 - Mooi Amsterdam z Wim Sonneveld
- 1968 - De glimlach van een kind
- 1969 - Ajax olé olé olé (je bent mijn glorie)
- 1969 - Chi-ri-bi-ri-bin pom pom pom z Willeke Alberti
- 1969 - Een reisje langs de Rijn z Willeke Alberti
- 1971 - We gaan naar Londen
- 1980 - Juliana bedankt
- 1983 - Niemand laat z'n eigen kind alleen z Willeke Alberti
- 1987 - Liefde
- 1995 - De glimlach van een kind (new version) z Willeke Alberti
- 1997 - Jij bent het leven voor mij z André Hazes